# ألفونسو رودريكوس
القديس ألفونسو رودريكوس (بالإسبانية: Alphonsus Rodriguez)
(25 يوليو 1532 – أكتوبر 1617) كان يسوعيًا من إسبانيا، وقد تم تبجيله باعتباره قديسًا. كان من مواطني مدينة شقوبية. يُخلط أحيانًا بينه وبين الأب ألونسو رودريغيز، وهو من اليسوعيين الذين كتبوا كتاب (بالإسبانية: Exercicio de perfección y virtudes cristianas) والذي تم إعادة تحريره وترجمته إلى العديد من اللغات.

## الحياة والعمل
كان رودريكوس ابنًا لتاجر صوف. عندما قام بيتر فابر، أحد اليسوعيين الأصليين، بزيارة إلى مدينة ألفونسو للتبشير، قدّمت عائلتهُ الضيافة لليسوعي. تولّى فابر إعداد الشاب ألفونسو للمناولة الأولى. عندما كان عمره 14 عامًا، توفي والده فغادر ألفونسو المدرسة لمساعدة والدته في إدارة أعمال العائلة. في سن ال 26 تزوج من ماريا سواريز، وهي امرأة تنتمي لنفس طبقته الاجتماعية، وأنجبا ثلاثة أطفال. في سن ال 31 وجد نفسه أرملًا مع طفل واحد على قيد الحياة، والآخران ماتا. منذ ذلك الوقت بدأ حياةً من الصلاة وإنكار الذات، معزولًا عن العالم من حوله. عند وفاة طفله الثالث، تحولت أفكاره إلى الحياة وفق بعض الأنظمة الدينية.
لقد جعلته عدّة جمعيات على اتصال مع أول اليسوعيين الذين أتوا إلى إسبانيا، القديس بيتر فابر وآخرون، لكن كان من الواضح أنه كان من المستحيل تنفيذ هدفه من دخول اليسوعية لأنه كان بلا تعليم، ولم يكن قد أمضى إلا عامًا غير مكتملًا في كلية حديثة بدأت في ألكالا دي إيناريس على يد فرانسيس فيلانويفا. في سن ال 39 حاول تعويض هذا النقص من خلال متابعة الدورة في كلية برشلونة، ولكن دون نجاح. تقشفه قد قوّض أيضًا صحته. بعد تأخير كبير، تم أخيرًا قبوله في اليسوعية كـ «أخ مساعد» في 31 يناير 1571، عن عمر 40 عامًا. من المفترض أن تكون الأبرشية قد ذكرت أنه إذا لم يكن ألفونسو مؤهلاً ليصبح أخ مساعد أو كاهن، فيمكنه الدخول ليصبح قديسًا.

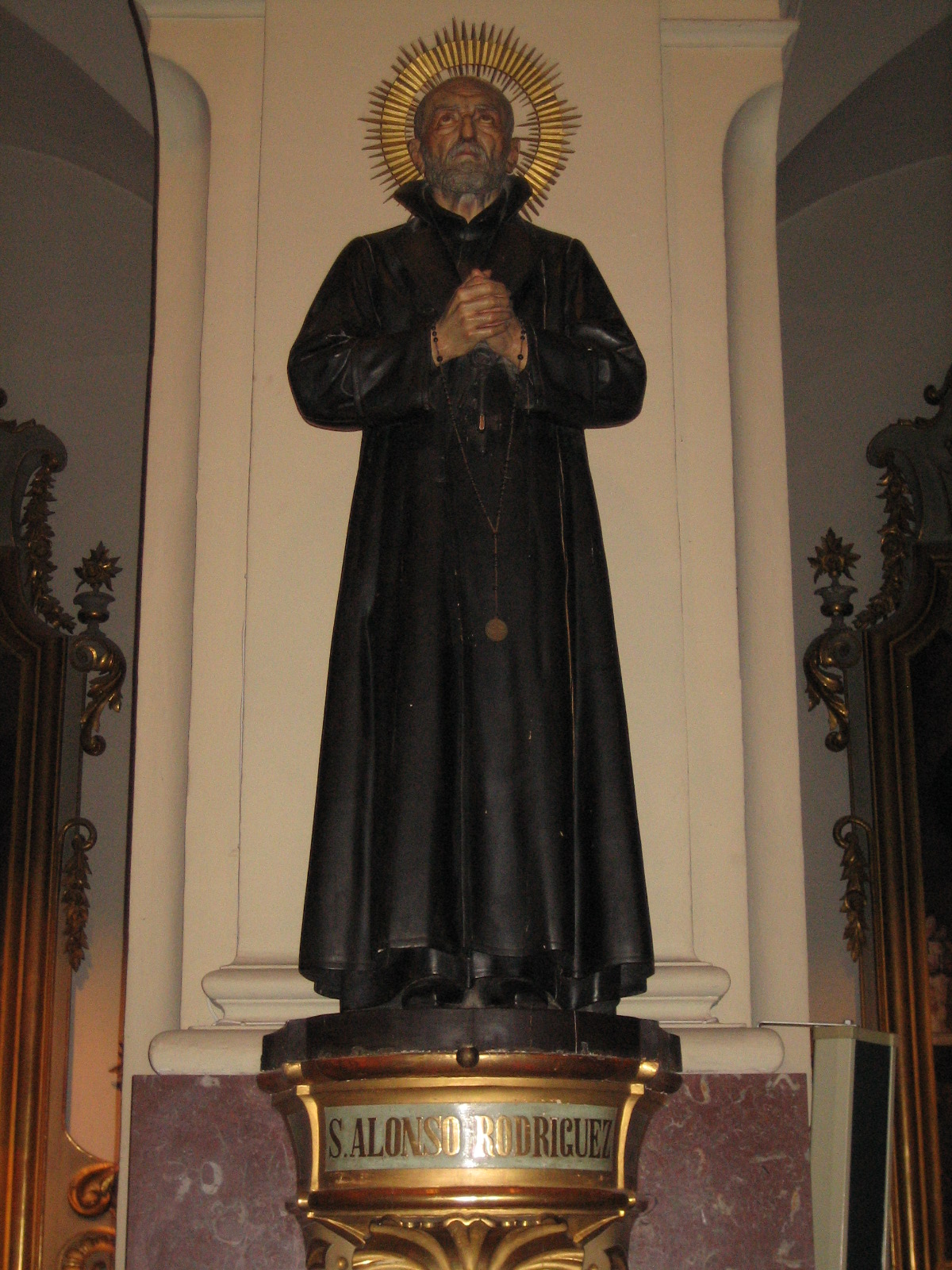
تمثال للقديس ألفونسو رودريكوس في كنيسة كهف القديس أغناطيوس، مانريسا

لم يسبق تأسيس أديرة رهبنة للإكليركيين والإخوة المساعدين في إسبانيا، وبدأ ألفونسوس فترة ترهّبه في بلنسية أو غانديا (هذه النقطة موضع خلاف) وبعد ستة أشهر تم إرساله إلى الكلية التي تم تأسيسها مؤخرًا في ميورقة، حيث بقي في الموقع المتواضع في الكلية لمدة 46 عامًا، ومارسَ تأثيرًا رائعًا ليس فقط على أفراد الأسرة، ولكن على عدد كبير من الأشخاص الذين جاءوا للحصول على المشورة والتوجيه. باعتباره بوابًا، كانت واجباته تتمثل في استقبال الزوار الذين حضروا إلى الكلية. البحث عن الآباء أو الطلاب الذين كانوا ينتظرون في صالة الاستقبال؛ تسليم الرسائل، تشغيل المهمات، تعزية مرضة القلب الذين لجؤوا إليه، تقديم المشورة للمضطربين، وتوزيع الصدقات على المحتاجين. يروي ألفونسو أنه في كل مرة كان الجرس يرنّ، كان هوَ ينظر إلى الباب ويتخيل أن الله يقف خارجًا ويطلب الدخول. من بين اليسوعيين المتميزين الذين تعرضوا لتأثيره كان القديس بيتر كليفر، الذي عاش معه لبعض الوقت في ميورقة، والذي اتّبع نصائحه لتنفيذ مهام في أمريكا الجنوبية. وقد قدّم نذوره الرهبانية النهائية في 1585 عندما بلغ 54 عامًا.
كانت أعمال إنكار الجسد التي فرضها على نفسه شديدة للغاية، وقد تعرّض بشكل متكرر لتشنجات وإثارات ذهنيّة، كما استمرّت طاعته المطلقة، وانهماكه في الأمور الرّوحانية، حتى عندما كان يعاني من تشتّت الأعمال. كان رؤساؤه اليسوعيون، وهم يرون العمل الجيد الذي كان يقوم به بين أهل البلدة، متحمسين لنشر نفوذه بعيدًا بين مجتمعه الديني الخاص، لذلك في أيام العيد أرسلوه كثيرًا إلى المنبر في غرفة الطعام لسماعه أثناء إلقاء الخُطَب. في أكثر من مناسبة، جلس المجتمع بهدوء في وقت العشاء الماضي لسماع ألفونسو وهو يلقي خطبة.
أصبح ألفونسو ضعيفًا للغاية عندما وصل إلى الثمانينيات من عمره وقد بدأ يفقد ذاكرته في شهوره الأخيرة، لم يستطع حتى تذكر صلاته المفضلة. توفي في 31 أكتوبر 1617. 

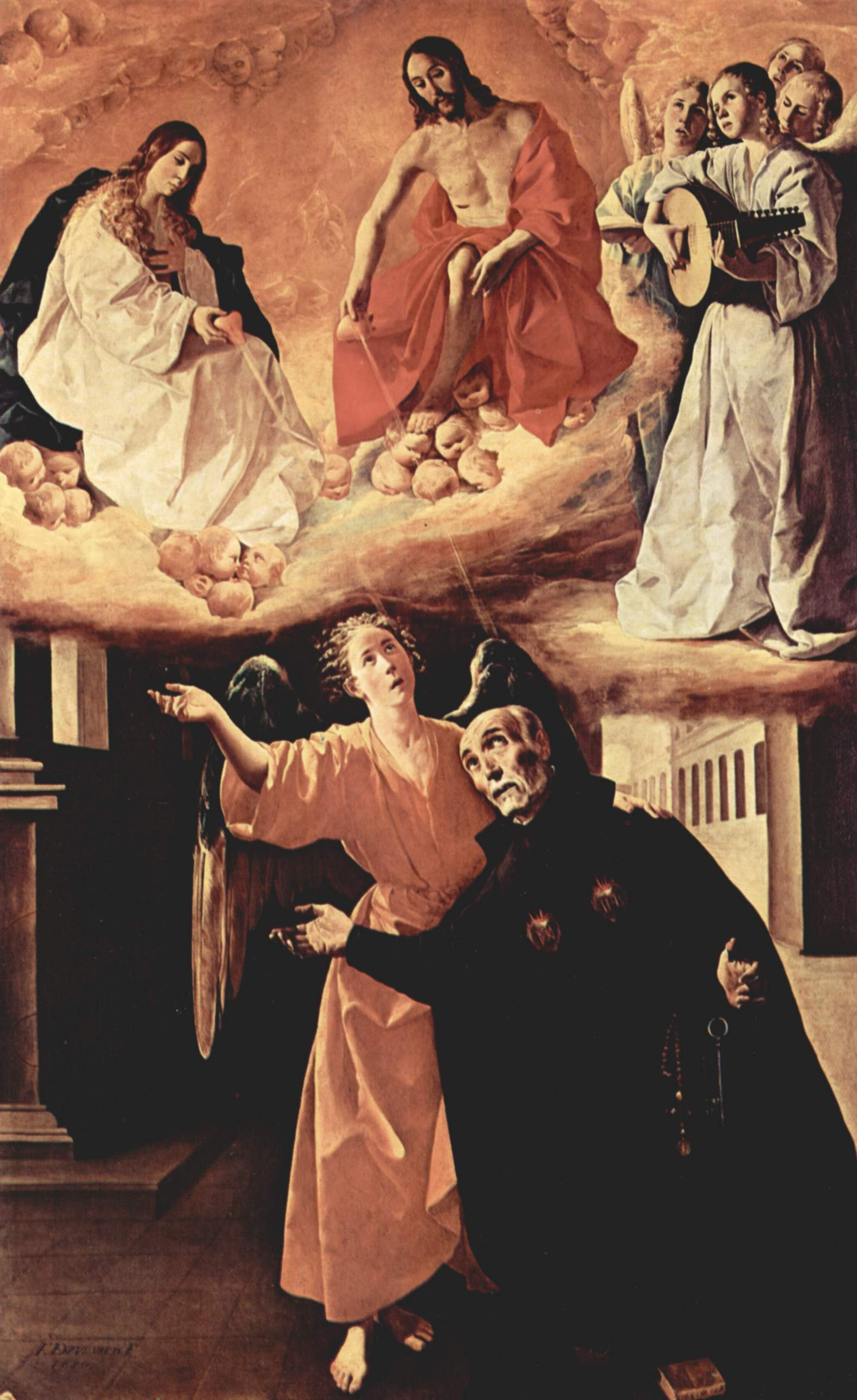
رؤية ألونسو رودريكوس، بريشة فرانسيسكو دي زورباران.

كان لديه حُبّ شديد وعبادة عميقة للسيدة العذراء، خاصةً فيما يتعلق بولادتها بلا دنس، وقد قام بإنشاء نسخة خاصّة من مجموعة صلوات ومدائح تُعرف بالإنجليزية: ( Little Office of the Blessed Virgin Mary). كما ترك عددًا كبيرًا من المخطوطات، نُشر بعضها باسم Obras Espirituales del B. Alonso Rodriguez. لقد كانت عبارة عن تدوين ذكريات ألفونسو للأمثال والنّصائح السائدة في مجتمعه.

## التبجيل
أُعلن تبجيل ألفونسو رودريكوس في عام 1626. في عام 1633، تم اختياره من قبل المجلس العام في ميورقة كواحد من قدّيسي المدينة والجزيرة.
في عام 1760، أصدر البابا كليمنت الثالث عشر مرسومًا قال فيه «إنّ طهارة الموقّر ألونسو أثبتت أنها على درجة كبيرة»، ولكن طرد اليسوعيين من إسبانيا في عام 1773 وقمعهم، أدّى لتأخير تطويبه حتى 1825. وُقِّعَ إعلان تقديسه في سبتمبر 1888. يتم تكريس رفاته في مدينته ميورقة.

## الميراث
هناك أبرشية مخصصة للقديس ألفونسو رودريكوس في وودستوك بولاية ماريلاند.
قام زميلهُ اليسوعي جيرارد مانلي هوبكينز بمدحه في قصائده (تكريم للقديس ألفونسو رودريكوس الأخ المساعد في الرهبانية اليسوعية).